# Norio Takahashi
Norio Takahashi (jap. 高橋 範夫 Takahashi Norio; ur. 15 marca 1971) – japoński piłkarz występujący na pozycji bramkarza.

## Kariera klubowa
Od 1992 do 2008 roku występował w klubach Urawa Reds, Vegalta Sendai, Sagan Tosu, Unión San Felipe, Tokushima Vortis i Albirex Niigata Singapore.